# Bruno Lebras
Bruno Lebras (* 30. Oktober 1962 in Argenteuil) ist ein ehemaliger französischer Radrennfahrer und nationaler Meister im Radsport.

## Sportliche Laufbahn
Lebras (auch Le Bras) war im Querfeldeinrennen (heutige Bezeichnung Cyclocross), im Mountainbikesport und im Straßenradsport aktiv. Von 1990 bis 1997 war er Berufsfahrer. Bei den Cyclocross-Weltmeisterschaften 1990 gewann er beim Sieg von Henk Baars die Bronzemedaille im Rennen der Profis, 1991 beim Sieg von Radomír Šimůnek senior ebenfalls Bronze. 1985 wurde er 11., 1986 28., 1987 7., 1988 8., 1989 10., jeweils bei den Amateuren. 1982 gewann er bei den nationalen Meisterschaften den Titel. 1988, 1989 und 1991 wurde er erneut Meister.
Auf der Straße wurde er 1988 Dritter bei Paris–Vailly, 1989 gewann er den Prix de Coucy-le-Château und wurde Dritter bei Paris–Laon.
Auf dem Mountainbike gewann er 1992 die französische Meisterschaft.